# Comunidade privada
Uma comunidade privada é uma comunidade residencial, a qual pode ser uma associação ou uma organização proprietária. Associações podem ser condomínios, associações de moradores ou cooperativas.
Enquanto comunidades governamentais são financiadas através de impostos, aonde estes normalmente possuem baixo custo-benefício, comunidades privadas são financiadas como pagamentos pelos seus benefícios. Em um hotel, por exemplo, os bens públicos, como elevadores e segurança, são pagos pelas taxas do quarto.
Um dos primeiros exemplos americanos foi o Lucas Place, construído em 1851 em St. Louis, Missouri, o primeiro dos cerca de 50 locais privados exclusivos da cidade. Hoje em dia existem "60 milhões de pessoas que agora vivem em cerca de 300.000 comunidades privadas" nos Estados Unidos.
Um notável exemplo canadense, a Arbutus Ridge Seaside Community for Active Adults, no Cowichan Valley, na Ilha de Vancouver, foi a primeira comunidade abrangente de aposentados construída no Canadá. Posteriormente tornou-se o modelo e campo de testes para a agora aceita comunidade restrita por idade.